# Malek Alloula
Malek Alloula (1937-2015) fue un poeta, escritor, editor y crítico literario argelino.
Fue principalmente notable por su poesía y ensayos sobre filosofía. Escribió varios libros, especialmente una publicación francesa titulada Le Harem Colonial, traducido como El Harén Colonial, que en general fue bien recibido. El autor analizó las postales fotográficas coloniales de las mujeres argelinas a partir de finales de los siglos 19 y 20, argumentando que las postales no representaban con exactitud a las mujeres de Argelia, sino más bien una fantasía de los franceses sobre las mujeres "Orientales".

## Biografía
Nació en 1937 en Orán, Argelia. Después de graduarse de la École Normale Supérieure, estudió literatura en la Universidad de Argel y en La Sorbona, en París, donde escribió su tesis doctoral sobre Denis Diderot, un filósofo y escritor francés.
Se casó con Assia Djebar, una cineasta y novelista argelina, en 1980; se divorciaron en 2005. Él fue director de la Fundación Abdelkader Alloula, que honra a su hermano Abdelkader Alloula, un notable dramaturgo y director de teatro asesinado por miembros del Frente Islámico para la Jihad Armada.

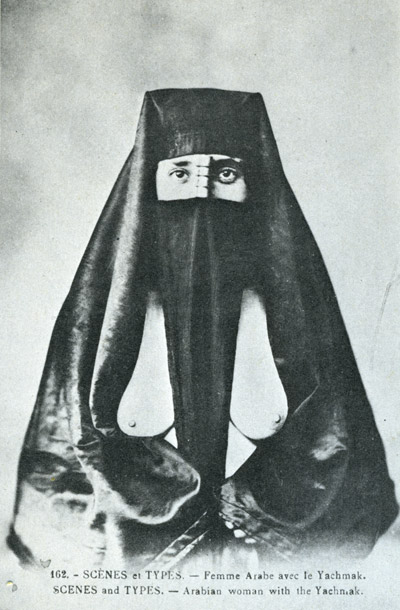
foto de una "mujer árabe con el yachmak", publicada en El Harén Colonial

Habiéndose convertido en editor en París en 1967, continuó escribiendo poesía, ensayos sobre poética y filosofía en francés. Como crítico, habló en contra de la apropiación de la poesía al servicio de la revolución argelina, a raíz de la independencia de Argelia de Francia en 1962.
La mayoría de sus ensayos y prosas, infundidas con toques poéticos, hablan de la cultura de Argelia, la argelina-bereber, la comida, y sus recuerdos de infancia de su padre, profesores y amigos. Entre sus diversas publicaciones, la más influyente fue Le Harem Colonial (El Harén Colonial ), que analiza una colección de postales mostrando "exóticas" imágenes de la mujer argelina, fotografiadas por colonos franceses y enviadas de vuelta a Francia. De acuerdo a Alloula, esto fue hecho como un signo de conquista; él afirmaba que las postales representan visualmente las relaciones de poder entre colonizado y colonizador. El libro proporciona comentarios sobre las imágenes, especialmente aquellas que representan erotizadas "escenas de la mujer argelina" durante el régimen colonial francés. Entre 1900 y 1930, los empresarios franceses elaboraron tarjetas postales de mujeres argelinas que circulaban en Francia. De acuerdo al autor, esto constituye una proyección colonial francés de un mundo que nunca existió. Él declaró que, "Queriendo poseer la tierra de Argelia, los colonos franceses afirmaron los cuerpos de sus mujeres, utilizando el sexo como un sustituto para una extensión de otra mayor usurpación de la cultura." Su libro sostiene que estas fotografías se distribuían como evidencia de lo exótico, retrasadas, y extrañas costumbres de los argelinos. De acuerdo al autor, las mujeres utilizadas en las imágenes no fueron en realidad parte de un harén, sino huérfanas y prostitutas, a quienes se les pidió a posar para el fotógrafo. Alloula denunció la perspectiva voyeurista de los franceses sobre las mujeres de Argelia, afirmando que las imágenes no son representativas de las reales mujeres argelinas, pero en lugar se trataba de las fantasías occidentales sobre las mujeres orientales y su inaccesibilidad en el harén prohibido.

### Obras
Las obras de Malek Alloula incluyen libros de poemas, relatos y compilaciones de imágenes reunidas a los fines de la descripción y denuncia de prácticas coloniales.
- Dans tout ce blanc. Rhubarbe (Auxerre) - Barzakh (Argel). 2015. ISBN 9782916597966.
- Paysages d'un retour. Paris: T. Magnier. 2010. ISBN 9782844208415.
- Approchant du seuil ils dirent. Neuilly sur Seine: Al Manar. 2009. ISBN 9782913896710.
- Algérie indépendance. Manosque: Le Bec en l'air. 2009. ISBN 9782916073538. En coautoría con Marc Riboud y Seloua Luste Boulbina
- Le cri de Tarzan - la nuit, dans un village Oranais - nouvelles. Argel: Barzakh. 2008. ISBN 9789947851418.
- Rêveurs-sépultures: suivi de Mesures du vent - poèmes. Argel: Barzakh. 2007. ISBN 9789947851074.
- Alger 1951: un pays dans l'attente. Manosque: Le Bec en L'Air. 2005. ISBN 9782916073002. En coautoría con Etienne Sved, Maïssa Bey y Benjamin Stora
- L'accès au corps: poème. Francia: Horlieu. 2005. ISBN 9782915048056.
- Une enfance algérienne. Paris: Gallimard. 2004. ISBN 9782070407279. En coautoría con Leïla Sebbar
- Les festins de l'exil. Paris: Françoise Truffaut. 2003. ISBN 9782951661424.
- Belles Algériennes de Geiser. Paris: Marval. 2001. ISBN 9782862343358. En coautoría con Leyla Belkaïd
- Le harem colonial: las imágenes d'un sous-érotisme. Anglet: Séguier. 2001. ISBN 9782840492443.
- Alger photographiée au XIXe siècle. Paris: Marval. 2001. ISBN 9782862343297. Fotografías y textos
- Haremsphantasien.: Aus dem Postkartenalbum der Kolonialzeit. Friburgo de Brisgovia: Beck und Glückler. 1994. ISBN 9783894701093. En coautoría con Stephan Egghart
- Causses et vallées. Montpellier: Presses du Languedoc. 1992. ISBN 9782859981242. En coautoría con Jean-Pierre Balpe
- Mesures du vent: poème. Paris: Sindbad. 1984. ISBN 9782727400929.
- Rêveurs/sépultures; suivi de L'exercice des sens. Paris: Sindbad. 1982. OCLC 568743355.
- Villes et autres lieux - poèmes. Paris: C. Bourgois. 1979. ISBN 9782267001679.
- Villes. Rabat: Souffles. 1969. OCLC 23405837. Poemas